# Потокер, Оскар
Оскар Потокер (Oscar Potoker; 26 апреля 1880, Винница, Подольская губерния — 26 июня 1935) — американский композитор.

## Биография
Кинокомпозитор, автор музыки ко многим кинофильмам 30-х годов.
С 1921 года жил в США.

## Ранняя жизнь
В России Оскар сочинял камерные произведения на основе еврейской народной музыки.

## Фильмы и обучение
Потокер сочинил партитуры фильмов 1929—1935 годов, среди которых «Белокурая Венера» (1932) с Марлен Дитрих, «Таинственный доктор Фу Манчи» (1929), «Король бродяг» (1930), «след убийц» (1932) и «Хей Тики» (1935). Он также обучал студентов игре на фортепиано.

## Фильмография

### Композитор
- 1929 — The Dummy
- 1929 — Fashions in Love
- 1929 — The Mysterious Dr. Fu Manchu
- 1929 — The Mighty
- 1929 — The Love Parade
- 1930 — en:The Vagabond King (1930 film) The Vagabond King
- 1930 — Sarah and Son
- 1930 — Ladies Love Brutes
- 1930 — Shadow of the Low
- 1930 — The Silent Enemy
- 1931 — Fighting Caravans
- 1931 — Beloved Bachelor
- 1931 — Once a Lady
- 1931 — Rich Man’s Folly
- 1932 — The Miracle Man
- 1932 — Белокурая Венера / Blonde Venus
- 1932 — Trailing the Killer
- 1935 — Hei Tiki[3]